# José Cedano
José Cedano, auch bekannt unter dem Spitznamen Burro (span. für Esel), ist ein ehemaliger mexikanischer Fußballspieler, der vorwiegend im Mittelfeld agierte.

## Leben
Cedano  begann seine aktive Laufbahn beim Club Atlas Guadalajara und wechselte 1975 zum Club de Fútbol Laguna, bei dem er bis 1977 tätig war. In der Saison 1977/78 spielte Cedano für Atlético Potosino, bevor er 1978 zum Club Deportivo Guadalajara, dem Erzrivalen seines ehemaligen Vereins Atlas, wechselte, bei dem er bis 1981 unter Vertrag stand.